# Matthias Untermann
Matthias Untermann (* 19. September 1956 in Tübingen) ist ein deutscher Kunsthistoriker und Mittelalterarchäologe.

## Biographie
Matthias Untermann, Sohn des Indogermanisten Jürgen Untermann, studierte Kunstgeschichte, Klassische Archäologie und Mittelalterliche Geschichte an den Universitäten Köln und Zürich. 1984 wurde er bei Günther Binding in Köln mit der Dissertation „Kirchenbauten der Prämonstratenser. Untersuchungen zum Problem einer Ordensbaukunst im 12. Jahrhundert“ promoviert.
Nachdem Untermann während seines Studiums bereits an zahlreichen Grabungen und Forschungsprojekten im Rheinland, in Baden-Württemberg und bei der Stadtarchäologie in Lübeck mitgearbeitet hatte, wurde er 1985 wissenschaftlicher Mitarbeiter am Landesdenkmalamt Baden-Württemberg. Dort arbeitete er beim Referat Archäologie des Mittelalters und Bauforschung in Stuttgart und Freiburg im Breisgau mit den Arbeitsschwerpunkten: Archäologie der Bauten monastischer Gemeinschaften sowie Stadtarchäologie. In diesem Kontext führte er mehrere bedeutende Grabungen zur Stadtarchäologie in Freiburg durch.
1998 habilitierte sich Untermann im Fach Kunstgeschichte und im Fach Archäologie des Mittelalters an der Universität Freiburg bei Wilhelm Schlink und Heiko Steuer mit der Habilitationsschrift „Forma Ordinis – Studien zur Baukunst der Zisterzienser im Mittelalter“. Zum Wintersemester 1999/2000 übernahm er die C3-Professur für Europäische Kunstgeschichte, Alte Abteilung, am Institut für Europäische Kunstgeschichte der Ruprecht-Karls-Universität Heidelberg.
Untermann ist bei der Deutschen Gesellschaft für Archäologie des Mittelalters und der Neuzeit (DGAMN) engagiert und redigiert deren Mitteilungsblatt, das durch seine Arbeit inzwischen zu einer wichtigen Fachzeitschrift geworden ist.
Seine Forschungsschwerpunkte umfassen:
- Mittelalterliche Sakralarchitektur und ihre Ausstattung, mit besonderer Berücksichtigung der Grenzbereiche zu Archäologie, mittelalterlicher Geschichte und Liturgiegeschichte
- Semantik mittelalterlicher Architektur
- Archäologie des Hoch- und Spätmittelalters, besonders im städtischen Kontext
- Methodenfragen im Dialog von Landesgeschichte – Kunstgeschichte – Archäologie – Bauforschung

## Publikationen (Auswahl)

### Archäologie des Mittelalters
- Die Grabungen auf der Burg Berge (Mons)-Altenberg (Gem. Odenthal, Rheinisch-Bergischer Kreis). In: Beiträge zur Archäologie des Mittelalters 3 (= Rheinische Ausgrabungen. Band 25). Rheinland-Verlag, Köln/Bonn 1984, ISBN 3-7927-0751-9, S. 1–170.
- Kloster Mariental in Steinheim an der Murr. Römisches Bad, Grafenhof, Kloster (= Führer zu archäologischen Denkmälern in Baden-Württemberg. Band 13). Theiss, Stuttgart 1991, ISBN 3-8062-0888-3.
- als Herausgeber: Fridolinskult und Hammerschmiede. Neue archäologische Untersuchungen zu Stift und Stadt Bad Säckingen (= Archäologische Informationen aus Baden-Württemberg. Heft 31). Gesellschaft für Vor- und Frühgeschichte in Württemberg und Hohenzollern, Stuttgart 1995, ISBN 3-927714-27-5.
- als Herausgeber: Die Latrine des Augustinereremiten-Klosters in Freiburg im Breisgau (= Materialhefte zur Archäologie in Baden-Württemberg. Heft 31). Theiss, Stuttgart 1995, ISBN 3-8062-1215-5.
- Das „Harmonie“-Gelände in Freiburg im Breisgau (= Forschungen und Berichte der Archäologie des Mittelalters in Baden-Württemberg. Band 19). Theiss, Stuttgart 1995, ISBN 3-8062-1229-5.
- als Herausgeber mit Guido Helmig und Barbara Scholkmann: Centre, Region, Periphery. Medieval Europe Basel 2002. 3rd International Congress of Medieval and Later Archaeology. 3 Bände, Folio-Verlag Wesselkamp, Hertingen 2002, ISBN 3-930327-08-2 (Band 1), ISBN 3-930327-09-0 (Band 2), ISBN 3-930327-10-4 (Band 3).
- mit Luisa Galioto und Frank Löbbecke: Das Haus „Zum roten Basler Stab“ (Salzstraße 20) in Freiburg im Breisgau (= Forschungen und Berichte der Archäologie des Mittelalters in Baden-Württemberg. Band 25). Theiss, Stuttgart 2002, ISBN 3-8062-1575-8.
- Ausgrabungen und Bauuntersuchungen in Klöstern, Grangien und Stadthöfen. Forschungsbericht und kommentierte Bibliographie (= Studien zur Geschichte, Kunst und Kultur der Zisterzienser. Band 17). Lukas-Verlag, Berlin 2003, ISBN 3-931836-95-9.
- Fragmente eines Benediktinerklosters: St. Georgen im Schwarzwald. In: Südwestdeutsche Beiträge zur historischen Hausforschung. Jahrgang 6, 2005, S. 9–214, DOI:10.11588/sbhbf.2005.0.34348.

### Kunstgeschichte
- Kirchenbauten der Prämonstratenser. Untersuchungen zum Problem einer Ordensbaukunst im 12. Jahrhundert (= Veröffentlichungen der Abteilung Architektur des Kunsthistorischen Instituts der Universität zu Köln. Band 29). Abteilung Architektur des Kunsthistorischen Instituts, Köln 1984, DOI:10.11588/diglit.50009.
- mit Günther Binding: Kleine Kunstgeschichte der mittelalterlichen Ordensbaukunst in Deutschland. Wissenschaftliche Buchgesellschaft, Darmstadt 1985, ISBN 3-534-08012-2 (3., ergänzte Auflage, Theiss, Stuttgart 2001, ISBN 3-8062-1563-4).
- Der Zentralbau im Mittelalter. Form – Funktion – Verbreitung. Wissenschaftliche Buchgesellschaft, Darmstadt 1989, ISBN 3-534-10267-3.
- Forma Ordinis. Die mittelalterliche Baukunst der Zisterzienser (= Kunstwissenschaftliche Studien. Band 89). Deutscher Kunstverlag, München 2001, ISBN 3-422-06309-9.
- Architektur im frühen Mittelalter. Wissenschaftliche Buchgesellschaft, Darmstadt 2006, ISBN 978-3-534-03122-1.
- mit Dorothee Bek, Kristina Hahn und Katrin Wipfler: Klöster in Deutschland. Ein Führer. Philipp Reclam jun, Stuttgart 2008, ISBN 978-3-15-010658-7.
- Handbuch der mittelalterlichen Architektur. Theiss, Stuttgart 2009, ISBN 978-3-8062-2158-9.
- Die Kirche des Zisterzienserklosters Maulbronn. Die Ostteile. Zwei Teilbände und Planbeilagen (= Forschungen und Berichte der Bau- und Kunstdenkmalpflege in Baden-Württemberg, Bd. 20,1–20,3). Thorbecke, Ostfildern 2024, ISBN 978-3-7995-1985-4.